# Serval Project
Проект Serval (часто згадується як Serval Project) — це проект, який фінансується Фондом Шаттлворта, а також різними іншими організаціями та приймає індивідуальні пожертви. Його штаб-квартира розташована в університеті Фліндерс в Аделаїді, Австралія. Проект спрямований на розробку технології, яка може бути використана для створення прямих з’єднань між стільниковими телефонами через їхні інтерфейси Wi-Fi без необхідності використовувати оператора мобільного зв’язку.    Технологія дозволяє здійснювати голосові дзвінки в реальному часі, коли мережа може знайти маршрут між учасниками. Текстові повідомлення та інші дані можна передавати за допомогою системи зберігання та пересилання під назвою Rhizome , що дозволяє спілкуватися на необмежених відстанях та без стабільного мережевого з’єднання між усіма учасниками.
Проект Serval включає програму для спільного картографування , призначену для підтримки заходів із надання допомоги та відновлення після катастрофи. Розробляється «розширювач мережі» , який встановлює мережу короткого радіусу дії через Wi-Fi та об’єднує її з іншими більш віддаленими мережами шляхом підключення до інших розширювачів через пакетне радіо, що працює в ISM 915 Діапазон МГц .

## Serval Mesh
Serval Mesh – це програма для Android і флагманський продукт Serval Project. Наразі він поширюється через різні платформи розповсюдження додатків і репозиторії, а також його можна завантажити безпосередньо з веб-сайту проекту. Програму також можна передавати  безпосередньо з одного пристрою на інші, що знаходяться поблизу через Wi-Fi або Bluetooth .
Додаток Serval Mesh складається з двох компонентів: інтерфейсу користувача під назвою Batphone та основного мережевого компонента, шифрування та обміну файлами під назвою Serval DNA. Вихідний код Batphone є загальнодоступним згідно з умовами ліцензії GPLv3, тоді як вихідний код Serval DNA ліцензується згідно з умовами ліцензії GPLv2 .

## Дивись також
- Бездротові мережі ad hoc
- подібні проекти
  - Briar (програмне забезпечення)
  - B.A.T.M.A.N.
  - FireChat
  - NewNode[8]

## Зовнішні посилання
- Офіційний сайт